# Syzygium skiophilum
Syzygium skiophilum är en myrtenväxtart som först beskrevs av John Firminger Duthie, och fick sitt nu gällande namn av Airy Shaw. Syzygium skiophilum ingår i släktet Syzygium och familjen myrtenväxter. IUCN kategoriserar arten globalt som livskraftig. Inga underarter finns listade i Catalogue of Life.